# 반조 카주이 (비디오 게임)
《반조 카주이》(Banjo-Kazooie)는 레어가 제작한 플랫폼 액션 어드벤처 게임으로, 1998년 닌텐도 64로 출시된 《반조 카주이》 시리즈 첫 번째 작품이다. 주인공은 곰 반조와 새 카주이로, 반조의 여동생 투티의 미모를 빼앗기 위해 납치한 마녀 그런틸다를 막기 위한 모험을 그렸다.
레벨간을 오가며 반조와 카주이의 능력으로 물건을 모아 진행하는 비선형 게임플레이를 갖춘 플랫포머인 것이 특징으로, 각 스테이지마다 퍼즐을 풀거나 장애물을 돌파하고 보스를 격파하는 등 다양한 종류의 게임 목표들이 포진해있다. 본래 슈퍼 패미컴용으로 기획됐으나 취소된 어드벤처 게임 《프로젝트 드림》에 기반해 완성된 게임으로, 전연령의 플레이어들에게 만족할만한 월트 디즈니 애니메이션 스튜디오 영화 분위기를 연출하는 것으로 기획됐다.
출시 직후 미국에서 200만 장 이상의 판매량을 기록해 상업적 성공을 거뒀으며, 당대 언론으로부터 화사한 그래픽과 깊은 레벨 디자인으로 《슈퍼 마리오 64》와 비교되며 호평을 받았다. 2000년에 닌텐도 64로 후속작 《반조 투이》가 출시됐다. 2008년에 화면 비율을 늘린 리마스터가 엑스박스 360으로 발매됐으며, 2015년 엑스박스 원으로 발매된 합본 《레어 리플레이》에 수록됐다.

## 개발

### 기원
《반조 카우지》의 원안은 원래 슈퍼 패미컴으로 발매 예정이었으나 최종적으로 취소된 게임 《프로젝트 드림》에 기반했다. 이는 레어의 히트작 《동키콩 컨트리 2》의 개발진이 16개월 동안 제작했던 어드벤처 게임으로, 일본의 롤플레잉 비디오 게임과 루카스아츠의 어드벤처 게임에 영향을 받은 게임플레이를 선보일 예정이었다.